# آدریانا بنتی
آدریانا بنتی (ایتالیایی: Adriana Benetti؛ ۱۹ دسامبر ۱۹۱۹ – ۲۴ فوریهٔ ۲۰۱۶) یک هنرپیشه اهل ایتالیا بود. وی بین سال‌های ۱۹۴۱ تا ۱۹۵۷ میلادی فعالیت می‌کرد.
از فیلم‌ها یا برنامه‌های تلویزیونی که وی در آن نقش داشته است می‌توان به آن بالابالاها اشاره کرد.